# Housekeeping (film, 1987)
Pour les articles homonymes, voir Housekeeping.
Pour plus de détails, voir Fiche technique et Distribution.
Housekeeping est un film américain de comédie dramatique écrit et réalisé par Bill Forsyth, sorti en 1987 et tiré du roman du même titre de Marilynne Robinson paru en 1980.

## Synopsis
Deux sœurs, les jeunes Ruth et Lucille, grandissent dans l'Idaho dans les années 1950. Après avoir été abandonnées par leur mère et élevées par des parents âgés, les sœurs sont prises en charge par leur tante excentrique dont la façon de vivre non conventionnelle et imprévisible affectent la leur.

## Fiche technique
- Titre : Housekeeping
- Réalisation : Bill Forsyth
- Scénario : Bill Forsyth d'après le roman du même nom de Marilynne Robinson
- Musique : Michael Gibbs
- Photographie : Michael Coulter
- Montage : Michael Ellis
- Production : Robert F. Colesberry
- Société de production : Columbia Pictures
- Société de distribution : Columbia Pictures (États-Unis)
- Pays :  États-Unis
- Genre : Comédie dramatique
- Durée : 116 minutes
- Dates de sortie : 
  -  États-Unis : 25 novembre 1987 (New York)

## Distribution
- Christine Lahti : Sylvie
- Sara Walker : Ruth
- Andrea Burchill : Lucille
- Anne Pitoniak : tante Lily
- Barbara Reese : tante Nona
- Margot Pinvidic : Helen
- Wayne Robson : le principal
- Betty Phillips : Mme. Jardine
- Karen Elizabeth Austin : Mme. Paterson
- Dolores Drake : Mme. Walker
- Georgie Collins : la grand-mère
- Tonya Tanner : Ruth jeune
- Leah Penny : Lucille jeune

### Lieux de tournage
Le film est tourné au Canada, dans les provinces d'Alberta et de Colombie-Britannique.

## Distinctions
- 1987 : Festival international du film de Tokyo :
  - Prix du meilleur scénario
  - Prix du public